# Éditions Belfond
Pour les articles homonymes, voir Belfond.
Belfond est une maison d'édition française créée en 1963. Elle couvre une large gamme d’œuvres en grand format allant du littéraire au grand public, du polar au roman féminin.
Depuis le 14 novembre 2003, c'est un département de la société Place des Éditeurs, une filiale du groupe Editis.

## Histoire
La maison Belfond a été créée en 1963 par Pierre Belfond et Franca Belfond. En 1989, Pierre Belfond céda 53,27 % du capital au groupe Masson, éditeur scolaire et scientifique. Le couple quitta la maison en 1991.
En 1993, Belfond fusionne avec les Presses de la Renaissance, alors spécialisée dans la littérature étrangère, sous la direction littéraire de Tony Cartano, à laquelle vinrent s'ajouter différentes filiales comme Acropole en 1981, Le Pré aux clercs en 1983, les Éditions 1900 en 1987 et l'Âge du Verseau en 1988 qui furent ensuite regroupées sous le nom des éditions Belfond.
Belfond fait partie du département Place des éditeurs, filiale d'Editis, deuxième plus grand éditeur français après Hachette. Les Éditions Belfond possèdent un catalogue de plus de 1000 titres, à raison de 75 titres par an.

## Description
La première création de Belfond est une collection au format poche, le Poche Club, constituée de classiques devenus introuvables. Au fil du temps, ils constituent un catalogue aux domaines de publications divers contenant aussi bien des livres pratiques, des ouvrages historiques, des biographies, des romans français et étrangers, des essais…
Dès les années 1970, les activités de la maison d'édition prennent un nouveau visage. Dès lors Pierre Belfond est accusé de cultiver le best-seller. Mais l'intéressé revendiquera l'éclectisme comme mot d'ordre de sa politique éditoriale.
Le catalogue de Belfond a pour objectif de couvrir tous les marchés, du littéraire au grand public et a consolidé la réputation de son catalogue dans la littérature étrangère dite « féminine ». La maison a diversifié ses publications avec des titres davantage de grand public.

## Catalogue
Les éditions Belfond se divisent en deux grands domaines : Belfond français et Belfond étranger.
Dans le domaine français, Belfond couvre de nombreux genres littéraires : littérature, sagas et grands romans, romans historiques, documents, témoignages, biographies.
Plus de vingt ans après le début de sa collaboration avec Belfond, Françoise Bourdin demeure l'un de leurs plus grand succès. Karine Giebel, qui a rejoint le catalogue Belfond en 2016, spécialisé dans le polar français ; et à ses côtés Barbara Abel, François-Xavier Dillard et Xavier-Marie Bonnot.
En 2013, Belfond lance la collection de littérature « Pointillés », contemporaine et ouverte aux nouvelles voix comme Isabelle Desesquelles, Ariane Bois, Saïdeh Pakravan, Frédéric Aribit, Julien Dufresne-Lamy, Xavier Hanotte, Olivier Guez, Agnès Michaux, Oscar Lalo...
Concernant le domaine étranger, les éditions Belfond ont des écrivains comme Khaled Hosseini, Douglas Kennedy, Herman Koch, Chris Kraus, Yiyun Li, Imbolo Mbue, Colum McCann, Frank McCourt, Haruki Murakami, Viet Thanh Nguyen, David Nicholls, Maggie O’Farrell, Lionel Shriver, Jesmyn Ward...
La collection « Belfond Noir » accueille Rachel Abbott, Linwood Barclay, Robert Bryndza, Colin Harrison ou encore Harlan Coben.
La littérature grand public est désormais rassemblée au sein de la collection « Le Cercle Belfond », créée en 2017, avec entre autres Christina Baker Kline, Sophie Kinsella, Hannah Richell ou Katherine Scholes.
Dans sa collection « Belfond Vintage », la maison s’attache à republier des auteurs oubliés, notamment Evan S. Connell, José Donoso, Barbara Pym ou Betty Smith.
Enfin, les éditions Belfond s’aventurent parfois sur le terrain du document avec des auteurs tels que Mona Eltahawy, Betty Friedan ou Patrick Radden Keefe.